# Secret of Evangelion
Secret of Evangelion (シークレット オブ エヴァンゲリオン Shīkuretto obu Evangerion?) es un videojuego de la serie de anime y manga Neon Genesis Evangelion producido por Reikisshu y publicado el 21 de diciembre de 2006.
El juego fue lanzado inicialmente para la plataforma Sony PlayStation 2 en una versión estándar y dos versiones de coleccionista (con la imagen de Rei Ayanami o Asuka Langley Sohryu).
El juego también fue lanzado para PlayStation Portable y Microsoft Windows el 28 de junio de 2007, contando con una versión estándar y una versión de colección sólo disponible en la PlayStation Portable.
Además, el 25 de septiembre de 2008 es lanzada la última edición denominada "PS2 BEST HIT".

## Argumento
El personaje principal, original para este juego, es un agente de NERV llamado Kyouya Kenzaki. Es un miembro del Departamento de Inteligencia que llega a Tokio-3 junto con el Evangelion Unidad 04. El juego comienza desde ese punto.
Kyouya Kenzaki fue compañero de la universidad de Misato Katsuragi, Ryoji Kaji y Ritsuko Akagi, por lo que llegar a Japón significa un reencuentro. Otro personaje nuevo en esta historia, es una joven llamada Kaga Hitomi. Ella obtuvo su doctorado a los 24 años y es seleccionada para trabajar en el Proyecto E.
A lo largo del juego, Kyouya Kenzaki debe descubrir los misterios que rodean la trama de Evangelion, así como otros misterios que lo involucran. Hay varias rutas, que parecen depender de la cantidad de información a descubrir.

## Jugabilidad
El modo de juego es RPG. Desde una pantalla escogeremos un destino y una vez allí, se activará una escena o diálogo, de la cual deberemos extraer las pistas para decidir nuestro siguiente movimiento.
Si nos equivocamos al elegir el próximo escenario, no encontraremos a nadie, nos matarán o, con suerte, daremos con una escena secreta que desbloqueará nuevas rutas. En algunos diálogos, también deberemos escoger entre varias respuestas posibles. El juego está estructurado en capítulos, y para cada uno de ellos tendremos un número limitado de movimientos. Si se agotan antes de que lleguemos al final del recorrido, la partida terminará.
Según las rutas que sigamos y las decisiones que tomemos, la historia tomará rumbos muy distintos y dará lugar a todo tipo de desenlaces. Es una historia de misterio y, por tanto, los giros argumentales y las sorpresas estarán a la orden del día. El juego permite consultar las escenas que ya hemos desbloqueado, y conseguir acceder a todas ellas supondrá un reto.